# Seznam sicilských králů

Znak Sicilského království

Seznam sicilských králů zahrnuje chronologicky řazené panovníky jednotlivých vládnoucích dynastií, kteří panovali v letech 1130 až 1816 na území dnešní jižní Itálie. Království sicilské se rozkládalo na ostrově Sicílie a do roku 1282 k němu náleželo i pozdější Neapolské království. Vzpoura proti králi Karlu I., tzv. Sicilské nešpory, která započala v Palermu, vedla ke korunovaci aragonského krále Petra III. na krále sicilského. Což na staletí ukončilo samostatnost tohoto království, jež následně patřilo ke Království španělskému (v tomto období území spravovali Vicekrálové), Vévodství savojskému a nakonec mezi lety 1720 a 1735 k Rakouskému císařství. 
Posledním králem seznamu je Ferdinand III., vládnoucí v období napoleonských válek, který roku 1816 spojil Království neapolské a sicilské v Království obojí Sicílie.

## Králové zrodu Hauteville(1130–1198)
| Portrét | Jméno           | Narození–úmrtí | Období vlády od–do | Rodiče                                  |
| ------- | --------------- | -------------- | ------------------ | --------------------------------------- |
|         | Roger II.       | 1095–1154      | 1130–1154          | Roger I. Adéla del Vasto                |
|         | Vilém I. Zlý    | 1122–1166      | 1154–1166          | Roger II. Elvíra Kastilská              |
|         | Vilém II. Dobrý | 1153–1189      | 1166–1189          | Vilém I. Markéta Navarrská              |
|         | Tankred I.      | 1140–1194      | 1189–1194          | Roger III., vévoda z Apulie Ema z Lecce |
|         | Roger III.      | 1175–1193      | 1193–1193          | Tankred I. Sibyla z Acerra              |
|         | Vilém III.      | 1185–1198      | 1194–1194          | Tankred I. Sibyla z Acerra              |
|         | Konstancie      | 1154–1198      | 1194–1198          | Roger II. Beatrix z Rethelu             |

## Králové zrodu Hohenštaufů(1194–1266)
| Portrét | Jméno                            | Narození–úmrtí | Období vlády od–do | Rodiče                                    |
| ------- | -------------------------------- | -------------- | ------------------ | ----------------------------------------- |
|         | Jindřich I. (císař Jindřich VI.) | 1165–1197      | 1194–1197          | Fridrich I. Barbarossa Beatrix Burgundská |
|         | Fridrich I. (císař Fridrich II.) | 1194–1250      | 1198–1250          | Jindřich I. Konstancie Sicilská           |
|         | Jindřich II.                     | 1211–1242      | 1212–1217          | Fridrich I. Konstancie Aragonská          |
|         | Konrád (německý král Konrád IV.) | 1228–1254      | 1250–1254          | Fridrich I. Jolanda Jeruzalémská          |
|         | Konradin                         | 1252–1268      | 1254–1258/68       | Konrád IV. Alžběta Bavorská               |
|         | Manfréd                          | 1232–1266      | 1258–1266          | Fridrich I. Blanka Lancia                 |

## Králové zrodu Kapetovců–větev z Anjou(1266–1282)
| Portrét | Jméno    | Narození–úmrtí | Období vlády od–do | Rodiče                                    |
| ------- | -------- | -------------- | ------------------ | ----------------------------------------- |
|         | Karel I. | 1226–1285      | 1266–1282          | Ludvík VIII. Francouzský Blanka Kastilská |

## Personální unie sAragónskem(1282–1409)
| Portrét | Jméno                | Narození–úmrtí | Období vlády od–do | Rodiče                               |
| ------- | -------------------- | -------------- | ------------------ | ------------------------------------ |
|         | Petr I. Veliký       | 1240–1285      | 1282–1285          | Jakub I. Aragonský Jolanta Uherská   |
|         | Jakub I. Spravedlivý | 1267–1327      | 1285–1295          | Petr I. Veliký Konstancie Sicilská   |
|         | Fridrich II.         | asi 1272–1337  | 1296–1337          | Petr I. Veliký Konstancie Sicilská   |
|         | Petr II.             | 1305–1342      | 1337–1342          | Fridrich II. Eleonora z Anjou        |
|         | Ludvík Dítě          | 1337–1355      | 1342–1355          | Petr II. Alžběta Korutanská          |
|         | Fridrich III.        | asi 1341–1377  | 1355–1377          | Petr II. Alžběta Korutanská          |
|         | Marie                | asi 1363–1401  | 1377–1401          | Fridrich III. Konstancie Aragonská   |
|         | Martin I. Mladý      | asi 1374–1409  | 1390–1409          | Martin I. Aragonský Marie z Luny     |
|         | Martin II. Soucitný  | 1356–1410      | 1409–1410          | Petr IV. Aragonský Eleonora Sicilská |

## Králové zrodu Trastámarů(1412–1516)
| Portrét | Jméno                    | Narození–úmrtí | Období vlády od–do | Rodiče                                           |
| ------- | ------------------------ | -------------- | ------------------ | ------------------------------------------------ |
|         | Ferdinand I. Spravedlivý | 1380–1416      | 1412–1416          | Jan I. Kastilský Eleonora Aragonská              |
|         | Alfonso I. Velkodušný    | 1396–1458      | 1416–1458          | Ferdinand I. Spravedlivý Eleonora z Alburquerque |
|         | Jan I.                   | 1397–1479      | 1458–1479          | Ferdinand I. Spravedlivý Eleonora z Alburquerque |
|         | Ferdinand II. Katolický  | 1452–1516      | 1479–1516          | Jan I. Jana Enríquezová                          |

## Králové zdynastie habsburské(1516–1700)
| Portrét | Jméno                      | Narození–úmrtí | Období vlády od–do | Rodiče                                    |
| ------- | -------------------------- | -------------- | ------------------ | ----------------------------------------- |
|         | Karel II. (císař Karel V.) | 1500–1558      | 1516–1554          | Filip I. Sličný Jana I. Kastilská         |
|         | Filip I.                   | 1527–1598      | 1554–1598          | Karel II. Isabela Portugalská             |
|         | Filip II.                  | 1578–1621      | 1598–1621          | Filip II. Španělský Anna Habsburská       |
|         | Filip III.                 | 1605–1665      | 1621–1665          | Filip III. Španělský Markéta Rakouská     |
|         | Karel III.                 | 1661–1700      | 1665–1700          | Filip IV. Španělský Marie Anna Habsburská |

## Králové zdynastie bourbonské(1700–1713)
| Portrét | Jméno     | Narození–úmrtí | Období vlády od–do | Rodiče                                |
| ------- | --------- | -------------- | ------------------ | ------------------------------------- |
|         | Filip IV. | 1683–1746      | 1700–1713          | Ludvík Bourbonský Marie Anna Bavorská |

## Králové zrodu Savojských(1713–1720)
| Portrét | Jméno             | Narození–úmrtí | Období vlády od–do | Rodiče                                  |
| ------- | ----------------- | -------------- | ------------------ | --------------------------------------- |
|         | Viktor Amadeus I. | 1666–1732      | 1713–1720          | Karel Emanuel II. Marie Johana Savojská |

## Králové zdynastie habsburské(1720–1734)
| Portrét | Jméno                       | Narození–úmrtí | Období vlády od–do | Rodiče                               |
| ------- | --------------------------- | -------------- | ------------------ | ------------------------------------ |
|         | Karel IV. (císař Karel VI.) | 1685–1740      | 1720–1734          | Leopold I. Eleonora Falcko-Neuburská |

## Králové zdynastie bourbonské(1734–1815)
| Portrét | Jméno          | Narození–úmrtí | Období vlády od–do | Rodiče                      |
| ------- | -------------- | -------------- | ------------------ | --------------------------- |
|         | Karel V.       | 1716–1788      | 1735–1759          | Filip V. Alžběta Farnese    |
|         | Ferdinand III. | 1751–1825      | 1759–1815          | Karel V. Marie Amálie Saská |

## Království obojí Sicílie (1816–1860), králové z dynastieBourbon-Obojí Sicílie
V roce 1816 sjednotil poslední neapolský král Ferdinand III. Království sicilské s Královstvím neapolským v Království obojí Sicílie.
| Portrét | Jméno         | Narození–úmrtí | Období vlády od–do | Rodiče                                           |
| ------- | ------------- | -------------- | ------------------ | ------------------------------------------------ |
|         | Ferdinand I.  | 1751–1825      | 1816–1825          | Karel V. Marie Amálie Saská                      |
|         | František I.  | 1777–1830      | 1825–1830          | Ferdinand I. Marie Karolína Habsbursko-Lotrinská |
|         | Ferdinand II. | 1810–1859      | 1830–1859          | František I. Marie Isabela Španělská             |
|         | František II. | 1836–1894      | 1859–1861          | Ferdinand II. Marie Kristýna Savojská            |

### Titulární králové po roce 1861
| Portrét | Jméno         | Narození–úmrtí | Období vlády od–do | Rodiče                                |
| ------- | ------------- | -------------- | ------------------ | ------------------------------------- |
|         | František II. | 1836–1894      | 1861–1894          | Ferdinand II. Marie Kristýna Savojská |